# Клод Соте
Клод Соте (на френски: Claude Sautet) е френски филмов режисьор. 

## Биография
Роден е на 23 февруари 1924 г. Следва във Висшето училище по декоративни изкуства. Работи като музикален критик и учител. През 1946 г. завършва IDHEC. Започва като асистент-режисьор, а по-късно е телевизионен продуцент. Дебютира като режисьор през 1955 г. с комедията „Добър ден, усмивка“.
Филмът „Нещата от живота“ (1970) е приет с ентусиазъм на филмовия фестивал в Кан и му донася световна слава, а също така отбеляза нов етап в кариерата на Роми Шнайдер. Сътрудничеството на Соте и Шнайдер продължава във филмите „Макс и железарите“ и „Сезар и Розали“. „Обикновена история“ е номиниран за „Оскар“ за най-добър чуждестранен филм, Шнайдер спечели наградата „Сезар“ за най-добра актриса.
През 1993 г. за филма „Сърце през зимата“ Соте печели Сребърен лъв на Венецианския фестивал и наградата „Сезар“ за най-добър режисьор. Той получава същата награда три години по-късно за последния си филм „Нели и г-н Арно“.
Умира от рак на 22 юли 2000 г. Погребан е на гробището в Монпарнас.

## Избрана филмография

### Режисьор
| Година | Филм                           | Оригинално заглавие                   |
| ------ | ------------------------------ | ------------------------------------- |
| 1956   | Добър ден, усмивка!            | Bonjour sourire                       |
| 1960   |                                | Classe tous risques                   |
| 1965   | Оръжие за революциата          | L'Arme à gauche                       |
| 1970   | Нещата от живота               | Les choses de la vie                  |
| 1971   | Макс и железарите              | Max et les ferrailleurs               |
| 1972   | Сезар и Розали                 | César et Rosalie                      |
| 1974   | Венсан, Франсоа, Пол и другите | Vincent, Francois, Paul et les autres |
| 1976   | Мадо                           | Mado                                  |
| 1978   | Обикновена история             | Une histoire simple                   |
| 1980   | Лош син                        | Un mauvais fils                       |
| 1983   | Гарсон!                        | Garçon!                               |
| 1988   | Няколко дни с мен!             | Quelques jours avec moi!              |
| 1992   | Сърце през зимата              | Un cœur en hiver                      |
| 1995   | Нели и г-н Арно                | Nelly et Monsieur Arnaud              |